# Университетски театър на НБУ
Университетски театър на Нов български университет е установеният през 2010 г. в собствена сграда гастролиращ „Театър на голия охлюв“.

## История
Университетският театър на НБУ е плод на дългогодишната театрална практика на Нов български университет (разпознавана като „Театър на голия охлюв“ до 2010 г.) да се гостува на сцени на различни столични театри, поради липсата на лична театрална база.
„Театър на голия охлюв“ е университетският учебен театър на НБУ, създаден през 2000 година като самостоятелна структурна единица в рамките на университета. Основател и ръководител на театъра е театралната режисьорка Възкресия Вихърова.
Театърът има за цел да представя разработки на преподаватели и студенти от НБУ, както и да създава творчески партньорства в национален и международен контекст.
Сред продукциите на „Театър на голия охлюв“ са:
- Спектакъл „Индже“ – закриване на програмата на „Европейски месец на културата“ – Пловдив;
- Трикратно участие на Международния театрален фестивал „Варненско лято“;
- Двукратно участие на международния фестивал „Ерата на Водолея“, Бургас;
- Копродукция с Theater des Augenblicks, Виена;
- Участия на международни фестивали в Чехия, Словакия, Германия и др.

Носител на национални и международни награди за професионално и студентско творчество, като наградата на международното жури от XII Международен фестивал на висшите театрални училища в Бърно..

## Материална база
Залата е многофункционална, с възможности за представяне на театрални спектакли, кинопрожекции, концерти, лекции, дебати и др. Капацитетът ѝ е 120 места, разположени амфитеатрално. Осветителната, аудио и мултимедийната система имат възможност да се преконфигурират – в зависимост от разположението на публика и от игралното пространство. Аудиосистемата е снабдена с Dolby surround, което позволява прожектирането на филми с качествен звук. В залата е изградена високотехнологична климатична инсталация, прокаран е жичен и безжичен интернет.